# Grenada
Grenada je otoška država v Karibskem morju in druga najmanjša neodvisna država na Zahodni polobli (takoj za Saint Kittsom in Nevisom). Leži v jugozahodnih Malih Antilih, severno od Trinidada in Tobaga in južno od Svetega Vincencija in Grenadin.